# Sikaiana nesiope
Sikaiana nesiope är en insektsart som beskrevs av George Willis Kirkaldy 1907. Sikaiana nesiope ingår i släktet Sikaiana och familjen Derbidae. Inga underarter finns listade i Catalogue of Life.